# Nanocladius spiniplenus
Nanocladius spiniplenus är en tvåvingeart som beskrevs av Ole Anton Saether 1977. Nanocladius spiniplenus ingår i släktet Nanocladius och familjen fjädermyggor. Arten har ej påträffats i Sverige. Inga underarter finns listade i Catalogue of Life.